# 贝莱
贝莱（法語：Belley，法語發音：[bəlɛ] ⓘ），法国东部城市，奥弗涅-罗讷-阿尔卑斯大区安省的一个市镇，同时也是该省的一个副省会，下辖贝莱区，其市镇面积为22.42平方公里，2022年1月1日时人口数量为9,270人，在法国城市中排名第1,131位。
贝莱位于安省东南部，下比热腹地，历史上曾为比热地区的首府，现为一个区域性的中心城市，多条公路在此交汇。

## 地名来源
“贝莱”一名的来源及含义尚存在争议。根据当地旅游局网站的论述，“Belley”一名与古罗马神话人物贝罗那有关。
该地名“Belley”发音特殊，其发音为[bəlɛ]，不符合字母“e”在两相同辅音字母前发/ɛ/（如“verrière”，[vɛʁjɛʁ]）或/e/（如“message”，[mesaʒ]）的法语基本发音规则，根据实际发音其应译作“伯莱”，《法国地图册》和《世界地名译名词典》将其译作“贝莱”。

## 历史

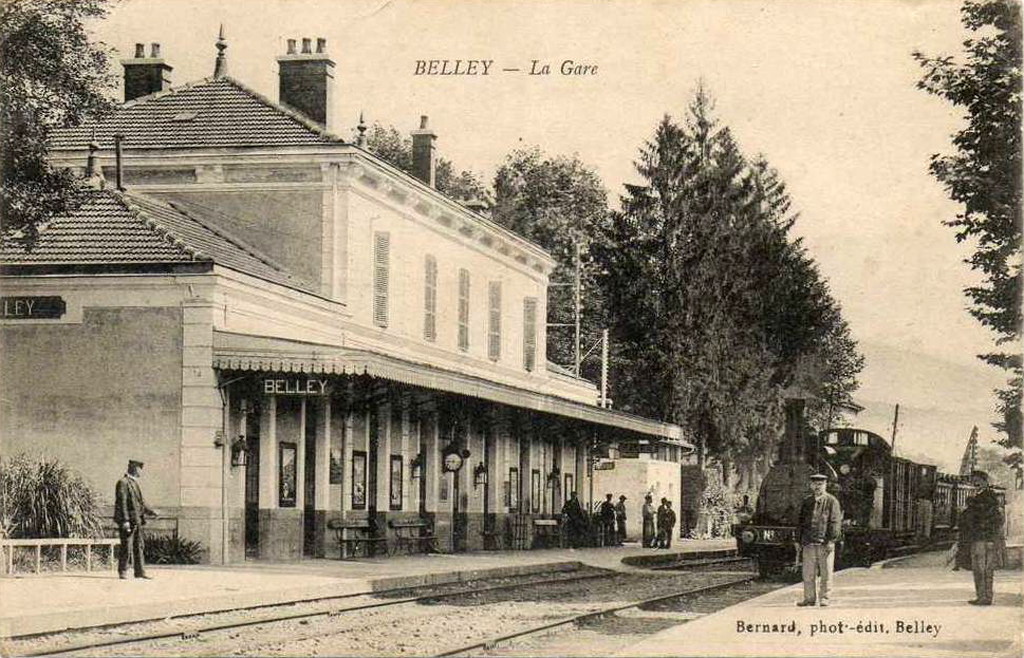
20世纪初的贝莱火车站

贝莱的早期历史尚不清楚，当地曾出土铁器时期的人类活动遗迹。根据当地旅游局官方网站的论述，贝莱早在古典时期就已出现人类活动，彼时一条罗马人修建的连接里昂和日内瓦之间的道路由此通过。现代考古发掘证明贝莱境内存在一处建于公元二世纪的古罗马浴场。中世纪初，贝莱所处的比热地区曾先后为勃艮第王国和神圣罗马帝国的领土，贝莱自公元7世纪起成为一处帕古斯的首府，当地领主获得伯爵头衔。1077年，亨利四世将比热转让给了萨伏依家族。当地主教希尼安的安泰尔姆在其逝世后被选为贝莱的城市主保圣人。1385年，贝莱发生大火，当地在火灾后很快恢复重建，并出现了多处使用青石砖建造的房屋。根据《1601年里昂条约》，贝莱被亨利四世获得，成为法兰西王国的城市。17世纪时，贝莱境内出现四处教会，当地城市开始向周边扩张。法国大革命期间，贝莱教堂被强制关闭，当地的一些宗教设施被拆除。大革命结束后，贝莱成为安省的一个市镇，并在1795至1801年间为该省的一个地区行署，后改建为副省会。19世纪初，贝莱教堂得以重新开放。法国陆军第133团自1874年起驻扎于贝莱。1884年，途径贝莱的普雷桑—大维里约铁路全线建成通车，后于1940年停止客运服务。20世纪60年代，贝莱境内曾出现皮革制造及起重器械制造工业，后受到70年代能源及经济危机的影响而逐渐衰落。1983年，陆军第133团被迁出，贝莱境内的军事设施被拆除或另作他用。

## 地理

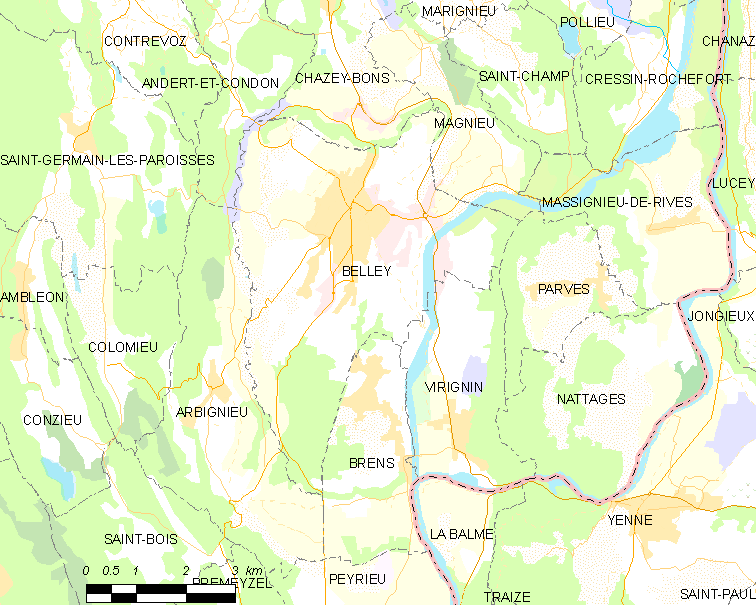
贝莱市镇范围地图

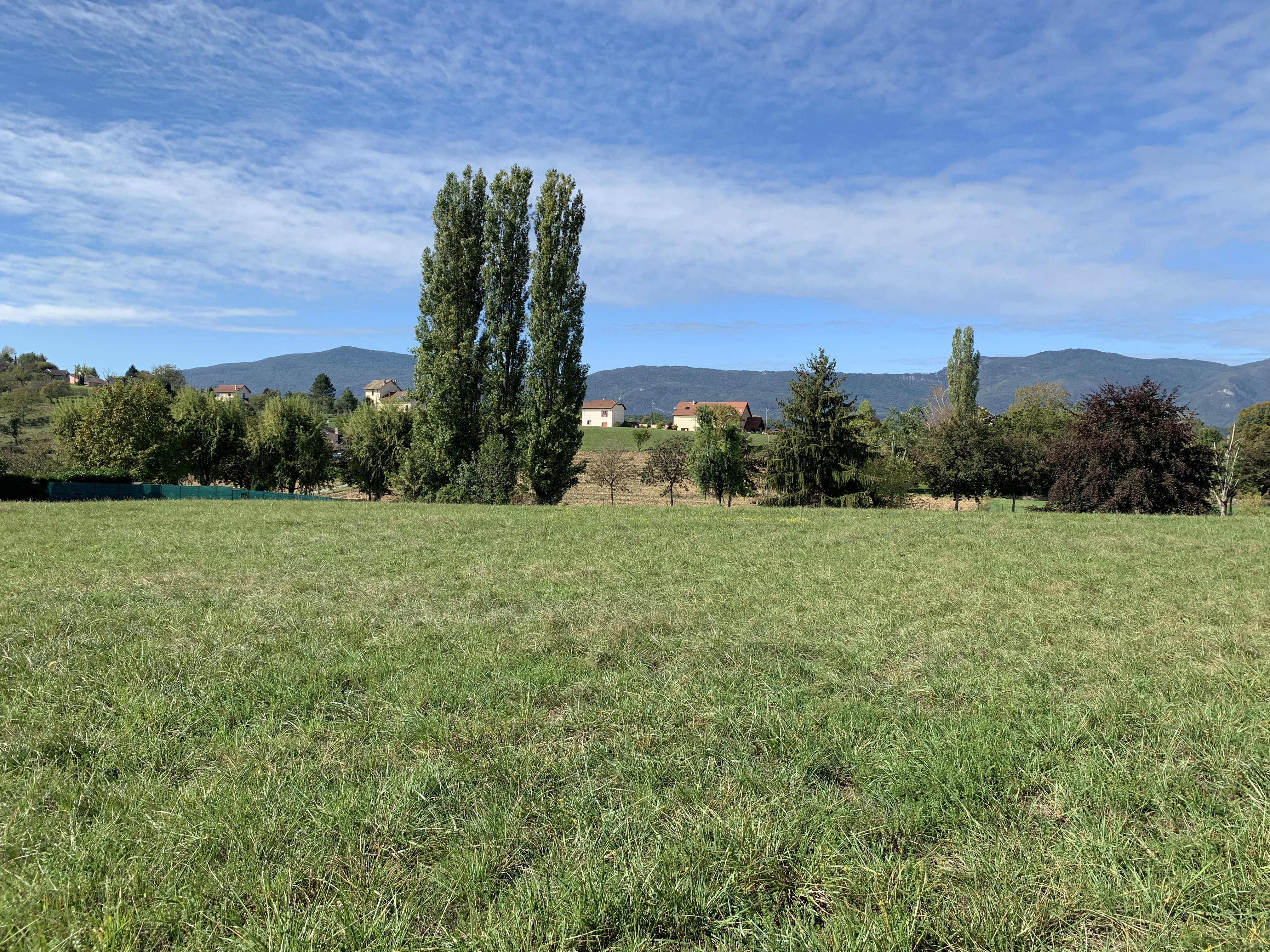
贝莱附近的自然景观

贝莱位于法国东部，奥弗涅-罗讷-阿尔卑斯大区东部和安省东南部，距离省会布雷斯地区布尔格大约76公里。与贝莱接壤的市镇包括：昂代尔和孔东、布朗斯、沙泽-邦、马尼约、比热地区阿尔布瓦、帕尔沃和纳塔日和维里尼安。

### 地形
贝莱位于比热地区腹地，境内以丘陵为主，市镇中心地势相对平坦，部分街区起伏明显，市区西侧和北侧有多处独立山包分布，全境海拔在200到392米之间。

### 水文
贝莱位于罗讷河流域范围内，该河干流右岸人工开凿的“罗讷河泄洪渠”（Canal de Dérivation du Rhône）流经贝莱市镇境内。此外罗讷河右岸支流菲朗河自北向南流经市镇西界。

### 植被
贝莱属于温带阔叶混交林区，市中心的让-皮埃尔·加缪公园（Parc Jean-Pierre Camus）是当地主要的城市绿地，林地则多分布于山坡及河流附近。
在鲜花城市的评比中，贝莱被评为2星级鲜花城市。

### 气候
贝莱在柯本气候分类法中属于带有大陆性特征的温带海洋性气候（Cfb）。
贝莱境内设有气象站，以下为该气象站的数据（其中日照数据取自尚贝里气象站）：
| 贝莱 1981年－2010年 | 贝莱 1981年－2010年 | 贝莱 1981年－2010年 | 贝莱 1981年－2010年 | 贝莱 1981年－2010年 | 贝莱 1981年－2010年 | 贝莱 1981年－2010年 | 贝莱 1981年－2010年 | 贝莱 1981年－2010年 | 贝莱 1981年－2010年 | 贝莱 1981年－2010年 | 贝莱 1981年－2010年 | 贝莱 1981年－2010年 | 贝莱 1981年－2010年 |
| 月份                | 1月                 | 2月                 | 3月                 | 4月                 | 5月                 | 6月                 | 7月                 | 8月                 | 9月                 | 10月                | 11月                | 12月                | 全年                |
| ------------------- | ------------------- | ------------------- | ------------------- | ------------------- | ------------------- | ------------------- | ------------------- | ------------------- | ------------------- | ------------------- | ------------------- | ------------------- | ------------------- |
| 历史最高温 °C（°F） | 16.2 (61.2)         | 21.4 (70.5)         | 28 (82)             | 29 (84)             | 33 (91)             | 36.6 (97.9)         | 40.2 (104.4)        | 38 (100)            | 34.2 (93.6)         | 28.2 (82.8)         | 22.2 (72.0)         | 22.2 (72.0)         | 40.2 (104.4)        |
| 平均高温 °C（°F）   | 5.8 (42.4)          | 8.1 (46.6)          | 13.1 (55.6)         | 16.4 (61.5)         | 21.9 (71.4)         | 25.2 (77.4)         | 28.6 (83.5)         | 28.2 (82.8)         | 22.9 (73.2)         | 17.5 (63.5)         | 9.9 (49.8)          | 6.4 (43.5)          | 17 (63)             |
| 日均气温 °C（°F）   | 2.9 (37.2)          | 4.4 (39.9)          | 8.3 (46.9)          | 11.2 (52.2)         | 16.2 (61.2)         | 19.1 (66.4)         | 22.1 (71.8)         | 21.7 (71.1)         | 17.5 (63.5)         | 13.2 (55.8)         | 6.8 (44.2)          | 3.8 (38.8)          | 12.3 (54.1)         |
| 平均低温 °C（°F）   | 0 (32)              | 0.8 (33.4)          | 3.5 (38.3)          | 6 (43)              | 10.5 (50.9)         | 13.1 (55.6)         | 15.6 (60.1)         | 15.2 (59.4)         | 12.1 (53.8)         | 9 (48)              | 3.7 (38.7)          | 1.2 (34.2)          | 7.6 (45.7)          |
| 历史最低温 °C（°F） | −19.2 (−2.6)        | −12.6 (9.3)         | −8.8 (16.2)         | −3 (27)             | −0.2 (31.6)         | 5 (41)              | 1 (34)              | 5.2 (41.4)          | 0.2 (32.4)          | −3 (27)             | −8 (18)             | −10.2 (13.6)        | −19.2 (−2.6)        |
| 平均降水量 mm（）   | 101.6 (4.00)        | 88.9 (3.50)         | 88.3 (3.48)         | 91.6 (3.61)         | 104.2 (4.10)        | 90 (3.5)            | 76.3 (3.00)         | 81.6 (3.21)         | 111.9 (4.41)        | 130.8 (5.15)        | 111.2 (4.38)        | 114.7 (4.52)        | 1,191.1 (46.89)     |
| 月均日照時數        | 77.7                | 104.4               | 156.7               | 172.8               | 202.5               | 234                 | 260.1               | 232.5               | 176.3               | 121.4               | 71.2                | 60.6                | 1,870.2             |
| 来源：infoclimat.fr |                     |                     |                     |                     |                     |                     |                     |                     |                     |                     |                     |                     |                     |

## 行政区划
贝莱的市镇编号为01034，邮政编号为01300。
在行政管理方面，贝莱隶属于法国奥弗涅-罗讷-阿尔卑斯大区安省贝莱区；在地方选举方面，贝莱是贝莱县的中央投票站所在地，其市镇范围全境被划入安省第三选区；在社会管理方面，贝莱是南比热市镇公共社区的办公驻地。
贝莱境内的布里亚-萨瓦兰（Brillat - Savarin）街区为城市政策优先街区，该街区自2015年起实行自治制度。
法国国家统计与经济研究所（简称）在进行数据统计时，将贝莱及相邻的另外一个市镇设为贝莱城市核心区，并将包括核心区在内的周边共15个市镇划为贝莱城市区。自2020年起，贝莱城市区被包含31个市镇的贝莱城市辐射区代替。此外，还将贝莱市镇分为了三个“块区”（IRIS），以便于统计人口分布情况。

## 交通

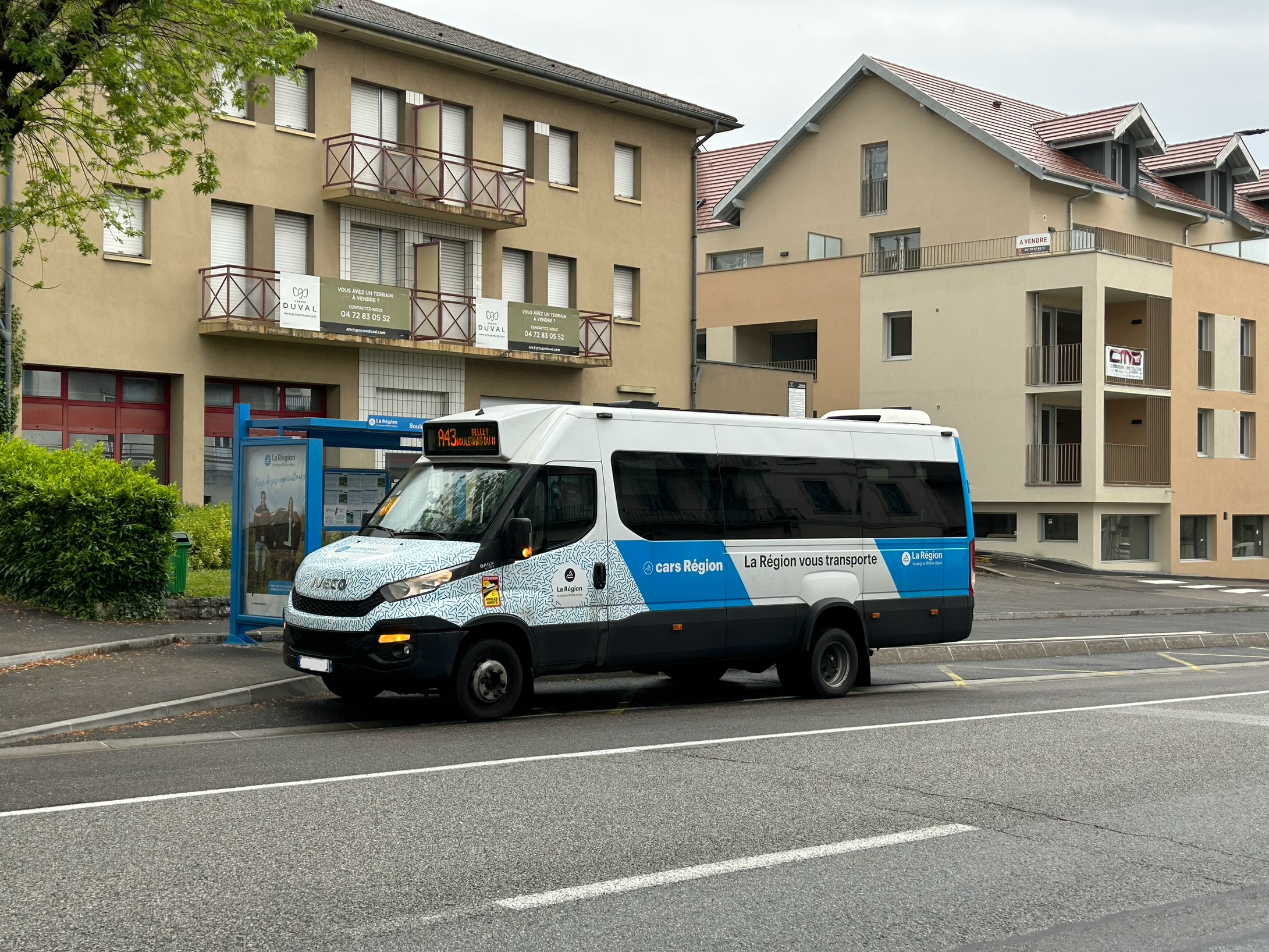
停靠于贝莱街头的一辆城际巴士

### 公路
安省省道D31a线、D41线、D69线、D107线、D992线和D1504线在贝莱境内交汇。奥弗涅-罗讷-阿尔卑斯城际巴士（商业名称为）下属的A43线、A45线、A47线、A73线、A93线和S02线停靠贝莱，可直通大维里约、尚贝里、耶讷及屈洛兹站等地。
| 14 | 31 |

| 布雷斯地区布尔格 | 75 |

| 昂贝略昂比热 | 45 |

| 耶讷 | 12 |

2020年，70.6%的贝莱家庭拥有至少一辆私人汽车。2021年，贝莱境内共发生各类交通事故8起，造成4人遇难，10人受伤，其中1人重伤。

### 铁路
途径贝莱的普雷桑—大维里约铁路已于1940年停止客运服务，并于2017年彻底废弃。
大维里约-贝莱站位于里昂—日内瓦铁路上，距离贝莱市区大约12公里，该站停靠往返于里昂和日内瓦及尚贝里一线的区域列车。

### 航空
贝莱距离里昂圣埃克絮佩里机场大约84公里。

### 城市公共交通
截至2023年11月，贝莱暂无城市公共交通系统。

## 政治

### 市政内阁

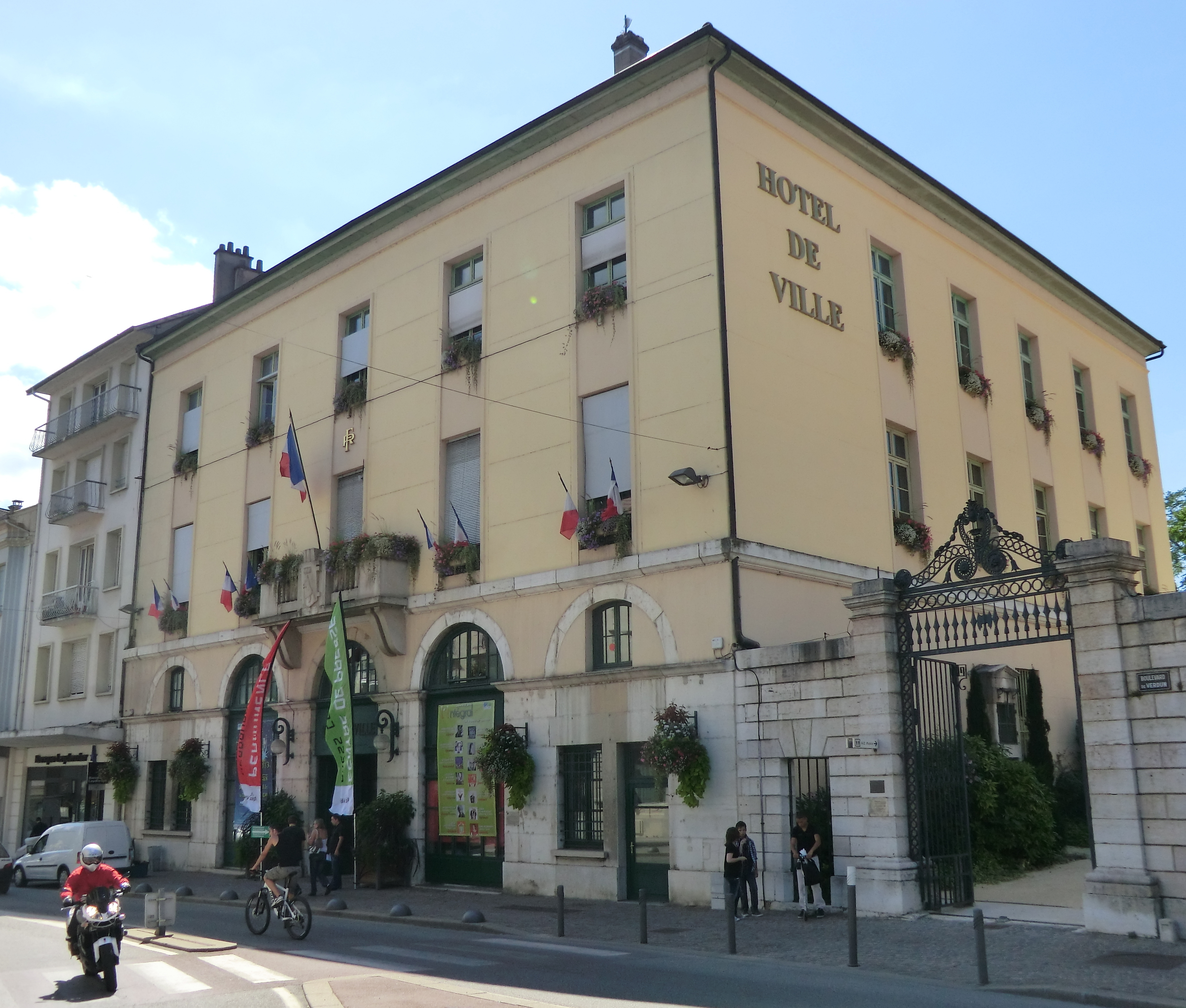
贝莱市政厅

贝莱的现任市长为迪米特里·拉韦尔塔先生（Dimitri LAHUERTA），他是一名右翼无党派人士，在2020年的市政选举中获得了54.99%的支持率。
| 贝莱历届市长   | 贝莱历届市长                           | 贝莱历届市长         |
| 任期           | 市长                                   | 党派                 |
| -------------- | -------------------------------------- | -------------------- |
| 1944年－1947年 | Jean ALBERTINI 让·阿尔贝蒂尼           | SFIO工人国际法国支部 |
| 1947年－1971年 | Paul CHASTEL 保罗·沙泰尔               | 不详                 |
| 1971年－1977年 | Charles VULLIOD 夏尔·维利奥            | DVG左翼无党派人士    |
| 1977年－2001年 | Charles MILLON 夏尔·米永               | UDF法国民主联盟      |
| 2001年－2008年 | Jean-Claude TRAVERS 让-克洛德·特拉韦尔 | UMP人民运动联盟      |
| 2008年－2014年 | Jean-Marc FOGNINI 让-马克·福尼尼       | DVD右翼无党派人士    |
| 2014年－2015年 | Christian JIMENEZ 克里斯蒂安·日默内    | DVD右翼无党派人士    |
| 2015年－2020年 | Pierre BERTHET 皮埃尔·贝尔泰           | DVD右翼无党派人士    |
| 2020年－       | Dimitri LAHUERTA 迪米特里·拉韦尔塔     | DVD右翼无党派人士    |

### 各级选举
| 贝莱历届投票选举结果 | 贝莱历届投票选举结果 | 贝莱历届投票选举结果 | 贝莱历届投票选举结果 | 贝莱历届投票选举结果       | 贝莱历届投票选举结果 | 贝莱历届投票选举结果 | 贝莱历届投票选举结果       | 贝莱历届投票选举结果 | 贝莱历届投票选举结果 |
| 选举项目             | 选举范围             | 选区单位             | 选区单位内的选举结果 | 选区单位内的选举结果       | 选区单位内的选举结果 | 选区单位内的选举结果 | 选区单位内的选举结果       | 选区单位内的选举结果 | 参考资料             |
| 选举项目             | 选举范围             | 选区单位             | 第一轮胜出者         | 第一轮胜出者               | 支持率               | 第二轮胜出者         | 第二轮胜出者               | 支持率               | 参考资料             |
| -------------------- | -------------------- | -------------------- | -------------------- | -------------------------- | -------------------- | -------------------- | -------------------------- | -------------------- | -------------------- |
| 2017年法國總統選舉   | 法國                 | 市镇                 |                      | 埃马纽埃尔·马克龙          | 23.32%               |                      | 埃马纽埃尔·马克龙          | 63.91%               | [ 25 ]               |
| 2017年法国立法选举   | 安省第三选区         | 市镇                 |                      | 奥尔加·吉韦尔内            | 38.26%               |                      | 奥尔加·吉韦尔内            | 52.01%               | [ 25 ]               |
| 2019年欧洲议会选举   | 法國                 | 市镇                 |                      | 若尔丹·巴尔代拉            | 25.3%                | （不适用）           | （不适用）                 | （不适用）           | [ 27 ]               |
| 2021年法国省级选举   | 安省                 | 县                   |                      | 奥雷莉·博雷尔 让-伊夫·埃东 | 50.08%               |                      | 奥雷莉·博雷尔 让-伊夫·埃东 | 64.35%               | [ 28 ]               |
| 2021年法国省级选举   | 安省                 | 市镇                 |                      | 奥雷莉·博雷尔 让-伊夫·埃东 | 57.45%               |                      | 奥雷莉·博雷尔 让-伊夫·埃东 | 68.38%               | [ 28 ]               |
| 2021年法国大区选举   |                      | 市镇                 |                      | 洛朗·沃基耶                | 52.89%               |                      | 洛朗·沃基耶                | 59.92%               | [ 29 ]               |
| 2022年法国总统选举   | 法國                 | 市镇                 |                      | 埃马纽埃尔·马克龙          | 25.06%               |                      | 埃马纽埃尔·马克龙          | 56.02%               | [ 25 ]               |
| 2022年法国立法选举   | 安省第三选区         | 市镇                 |                      | 韦罗妮克·博德              | 24.75%               |                      | 奥尔加·吉韦尔内            | 52.4%                | [ 25 ]               |

## 人口
2020年，贝莱市镇人口数量为9,207，在法国排名第1,131位。其中男性4,374人，女性4,833人，75岁及以上人口占11.4%，外籍人口数量为761人，人口密度为411人/平方公里，当地居民被称为（男性）或（女性）。2021年，贝莱境内出生84人，死亡人口118人。
| 贝莱1901年－2020年人口变化情况 |
|                                |
| 数据来源：Cassini、INSEE       |

## 经济

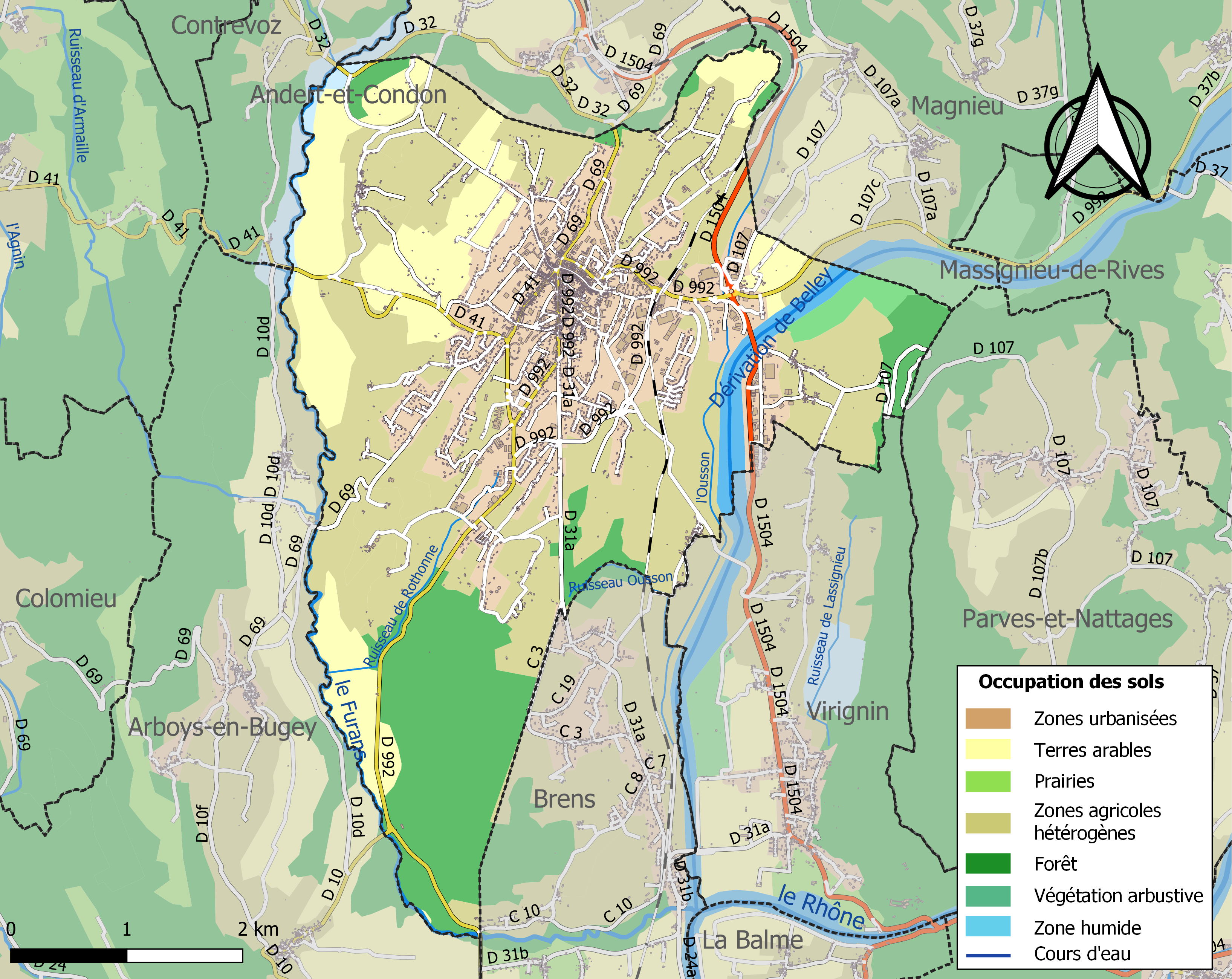
贝莱土地利用情况地图

贝莱是一个区域性的中心城市。截至2023年11月，贝莱市镇范围内共有各类用人单位（包含自雇）1,493家，平均历史为16年，其中98.43%为中小型企业（PME），2023年9月至11月间，当地的经济活力指数为0.27%。（建筑工程器械制造）、（机械设备安装）及（集成电路板）是当地2021年营业额最高的三个企业，分别为135,661,110欧元、53,467,499欧元和49,832,980欧元。

## 财政与居民收入
2021年，贝莱的财政收入总额为11,076,800欧元，财政支出总额为9,874,270欧元，当年的债务总额为10,705,300欧元。2021年，贝莱市镇通过增值税获得1,243,670欧元的收入，此外当地还共获得了1,441,730欧元的国家直接财政补助。
2019年，贝莱的人均月收入总额为2,040欧元，其中高级职员为3,602欧元，低于法国平均水平（4,230欧元）；中级职员为2,340欧元，低于法国平均水平（2,411欧元）；普通职员为1,662欧元，亦低于法国平均水平（1,740欧元）。
2020年，贝莱境内的贫困率为18%，青壮年（15至64岁）失业率为12.0%；2022年，当地42.2%的家庭拥有纳税资格，平均纳税2,941欧元，低于法国平均水平（4,393欧元）。

## 社会事务

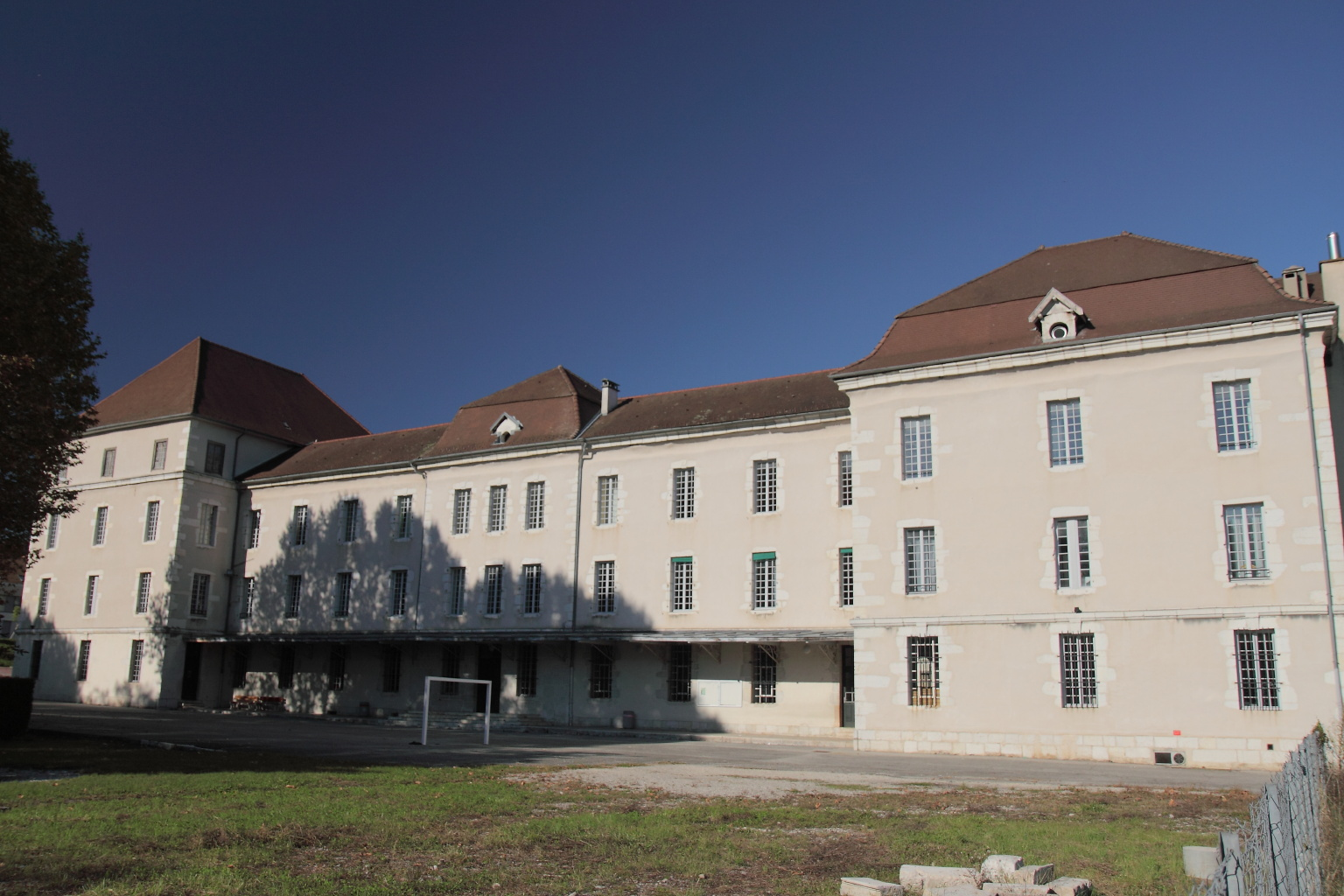
拉马丁高级中学

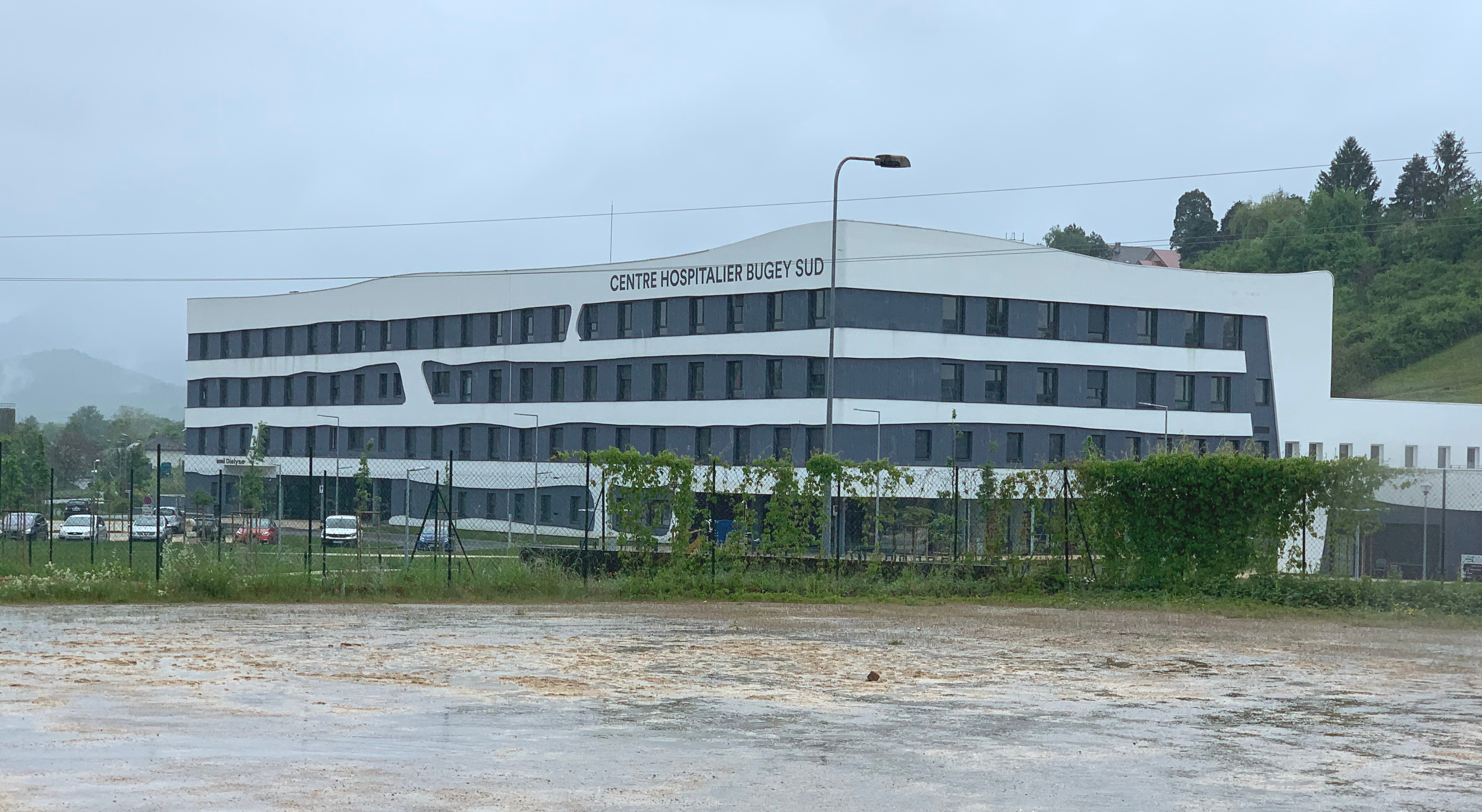
南比热中心医院

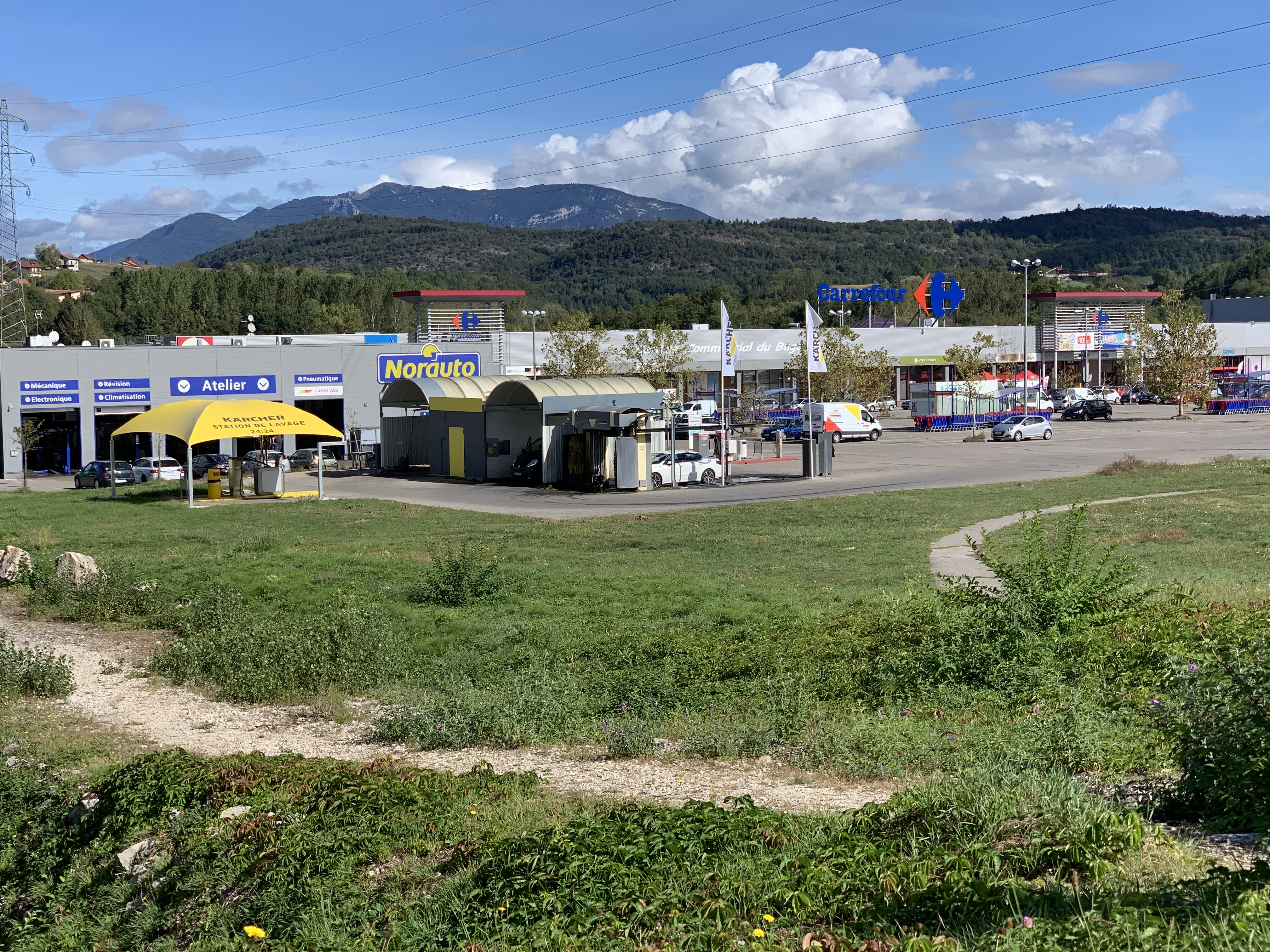
贝莱东郊的商业街区

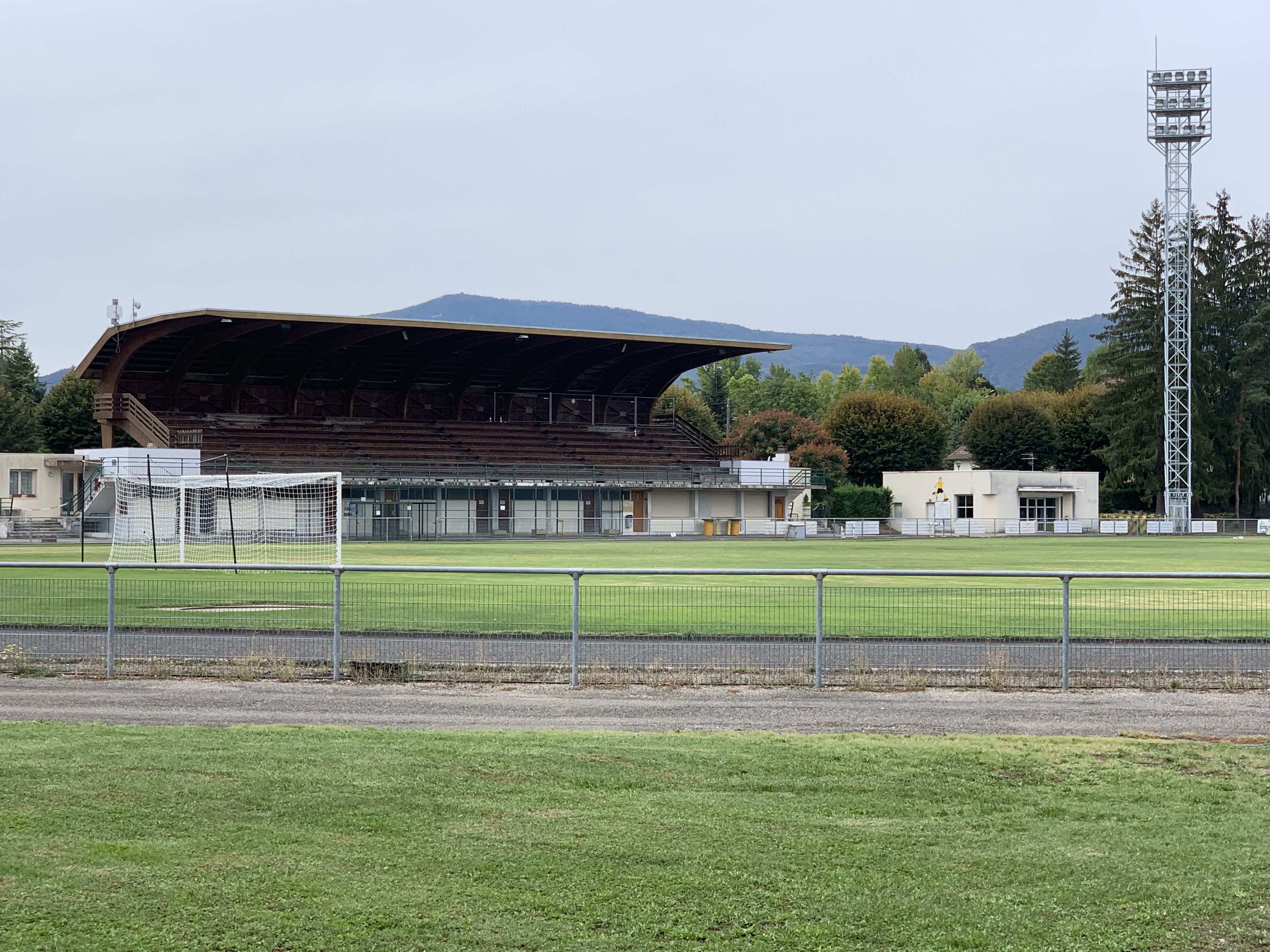
保罗·沙斯泰尔球场

### 教育
贝莱属于里昂学区。截至2021年1月1日，贝莱境内共有2所幼儿园、3所小学、2所初级中学、2所普通高中和2所职业高中。2021至2022学年度，贝莱境内共有在校中等教育阶段学生2,488名。

### 医疗
截至2021年1月1日，贝莱境内共有全科医生14名、保健师20名、牙医6名、护士27名、眼科医生2名、皮肤科医生1名、助产士2名、儿科医生1名和妇科医生2名。境内共有药房4家、养老院3家、残疾人帮扶中心1家。
南比热中心医院（Centre hospitalier Bugey Sud）是法国的一个区域性医疗机构，其主病区医院位于贝莱市区西南部，设有床位308个，是贝莱区内规模最大的公立综合性医院。

### 住房
2020年，贝莱境内共有各类住房5,099套，其中43.7%为独立式居民区，55.1%为集中式居民区。常住房屋占贝莱市镇范围内居民建筑总量的84.4%。
在住房保障政策方面，2022年，贝莱境内共有937户家庭获得了住房经济补助，受益人数占总人口数量的11.9%，其中910份为房租补助。

### 商业
2021年，贝莱境内共有各类实体商铺264家，其中餐厅35家、大型超市4家、杂货店2家、面包房11家、肉铺5家、书店2家、装饰品店2家、银行门店9家、美容美发店18家、汽车维修店19家。贝莱市区东部建有开放式商业街区，有家乐福、Picard、Aldi、Gamm Vert等购物商场。

### 体育
2021年，贝莱境内共有1家游泳池、4间体育馆、1座综合体育场、4处网球场、3处足球或橄榄球场以及2处篮球或排球场。
截至2023年11月，贝莱境内共有两家注册足球俱乐部。贝莱体育俱乐部足球队（Club Sportif Belleysan section Football，编号504266）是当地的代表性足球队，成立于1920年，其主队2023至2024赛季参加安省足球联赛甲组（法国第九级别），其主场为保罗·沙斯泰尔球场（Stade Paul Chastel）。

### 环境
贝莱的环境事务由其所属的南比热市镇公共社区联合各级政府协调负责。2021年，贝莱境内共有5家污染企业。

### 治安
2021年，贝莱市镇范围内共有1处宪兵队。
贝莱国家宪兵队（zone gendarmerie de Belley）的管辖范围覆盖共101个市镇。2020年，该宪兵队累计记录各类案件3,233起，其中盗窃类案件1,652起，经济类案件508起，毒品交易类案件124起。

## 文化
2021年，贝莱境内共有1家电影院和1家音乐厅。贝莱境内建有市政多媒体中心（Médiathèque municipale），每周二、三、五、六向公众开放。

### 建筑
贝莱境内有多处历史建筑，其中施洗约翰大教堂、贝莱主教宫、贝莱小讲堂、布里亚-萨瓦兰宫等为法国国家文物保护单位。

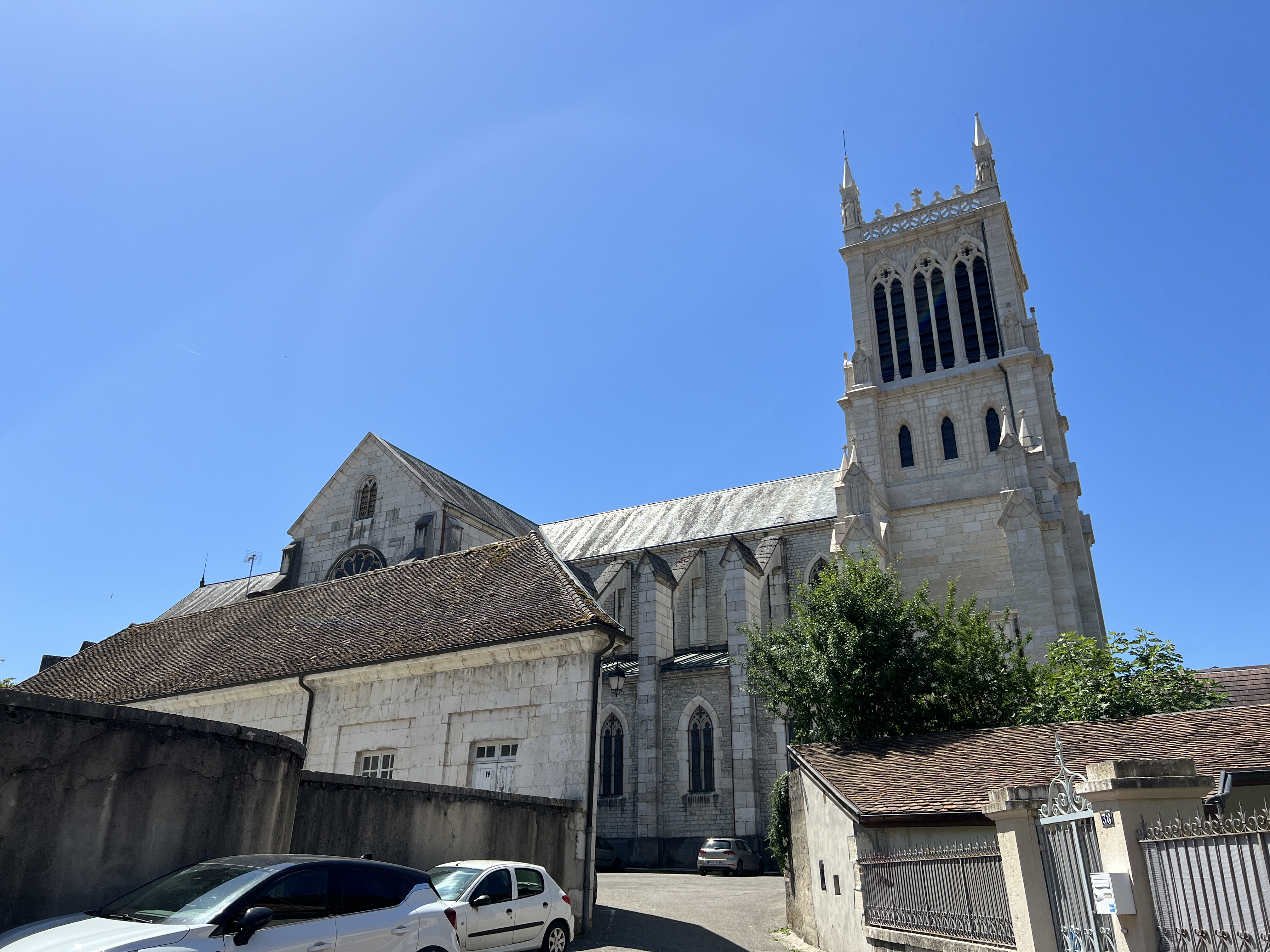
施洗约翰大教堂（法语：Cathédrale Saint-Jean-Baptiste de Belley）
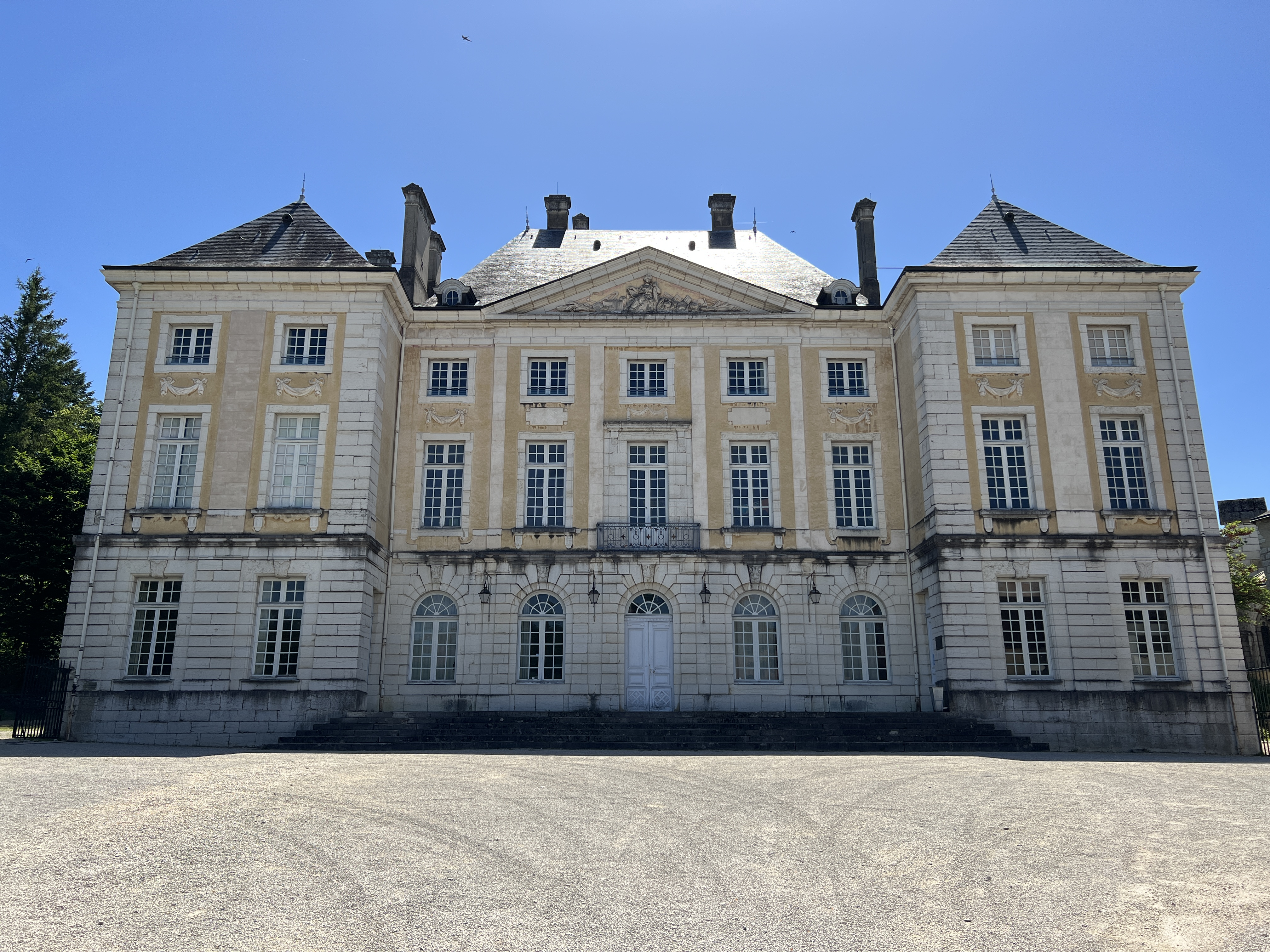
贝莱主教宫（法语：Palais épiscopal de Belley）
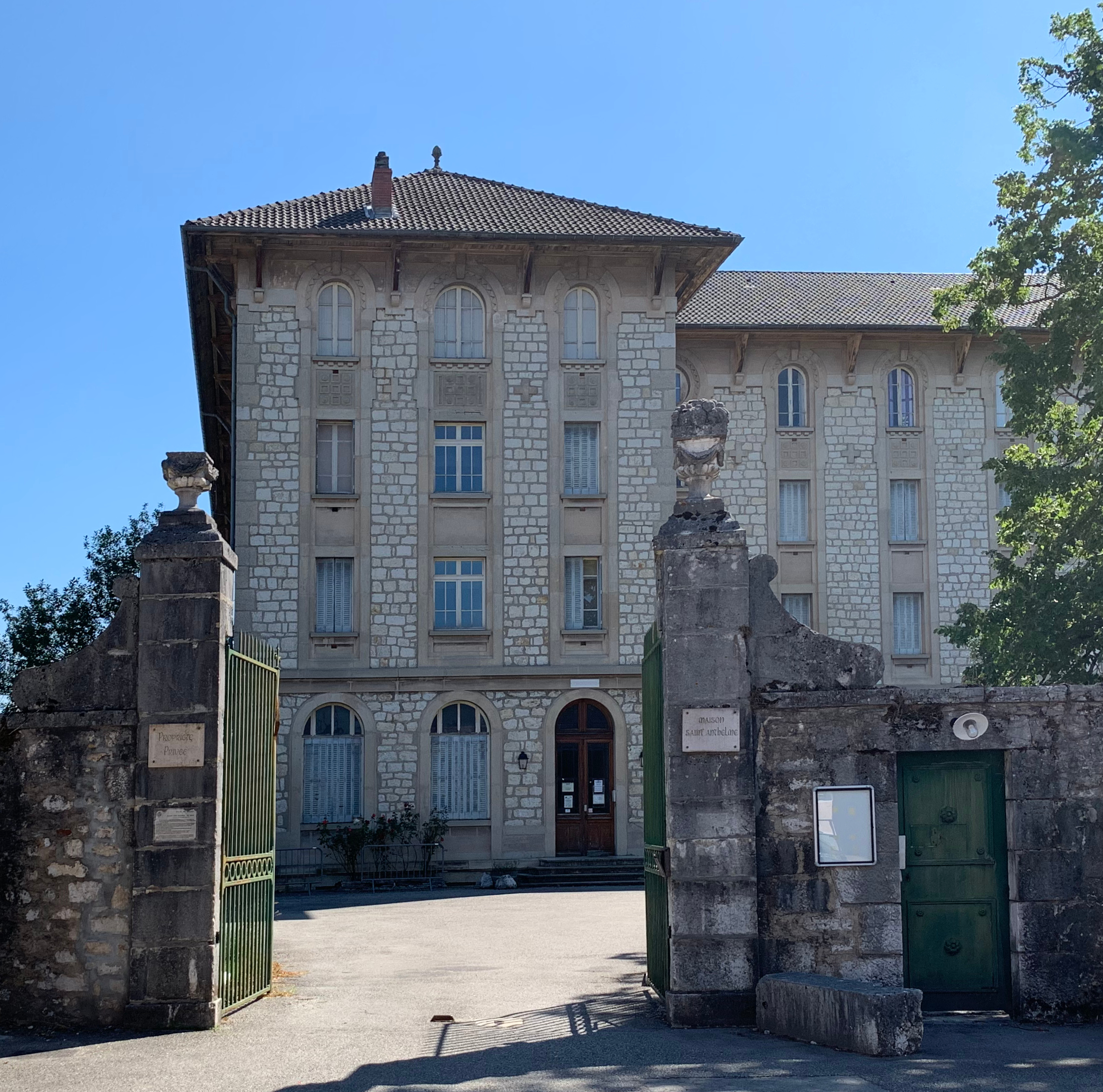
贝莱小讲堂（法语：Petit séminaire de Belley）
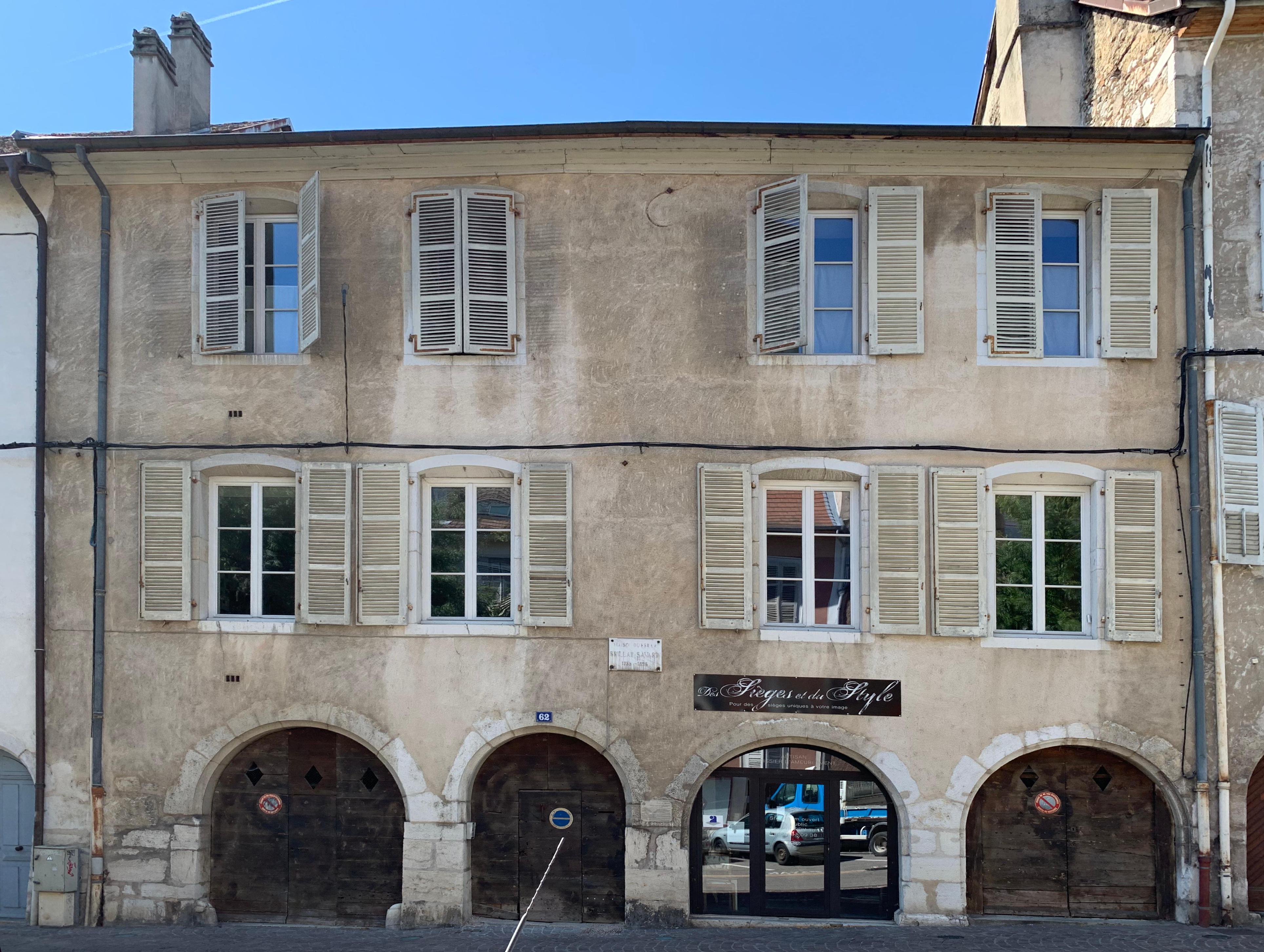
布里亚-萨瓦兰宫（法语：Hôtel Brillat-Savarin）
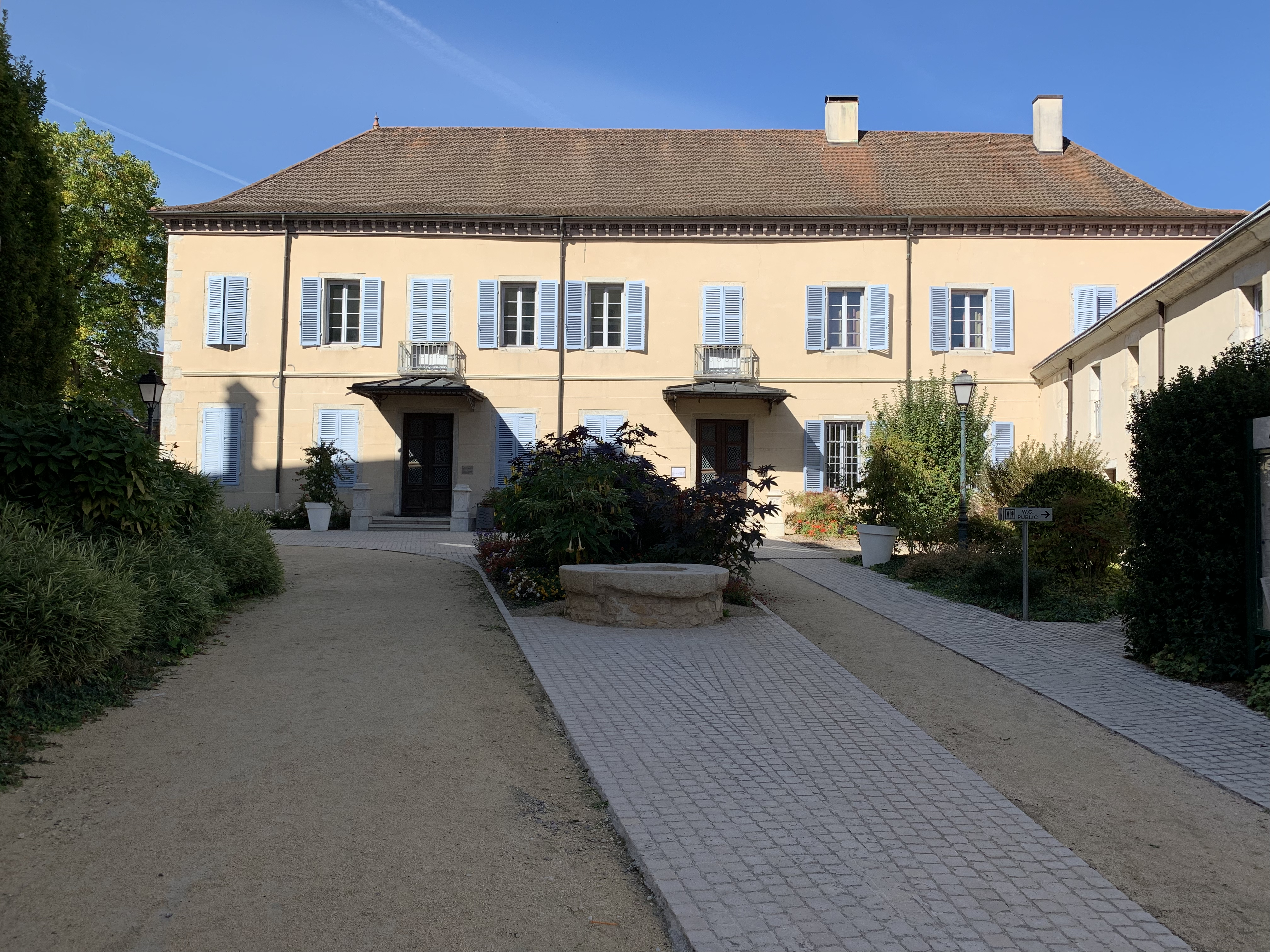
达勒马涅宫
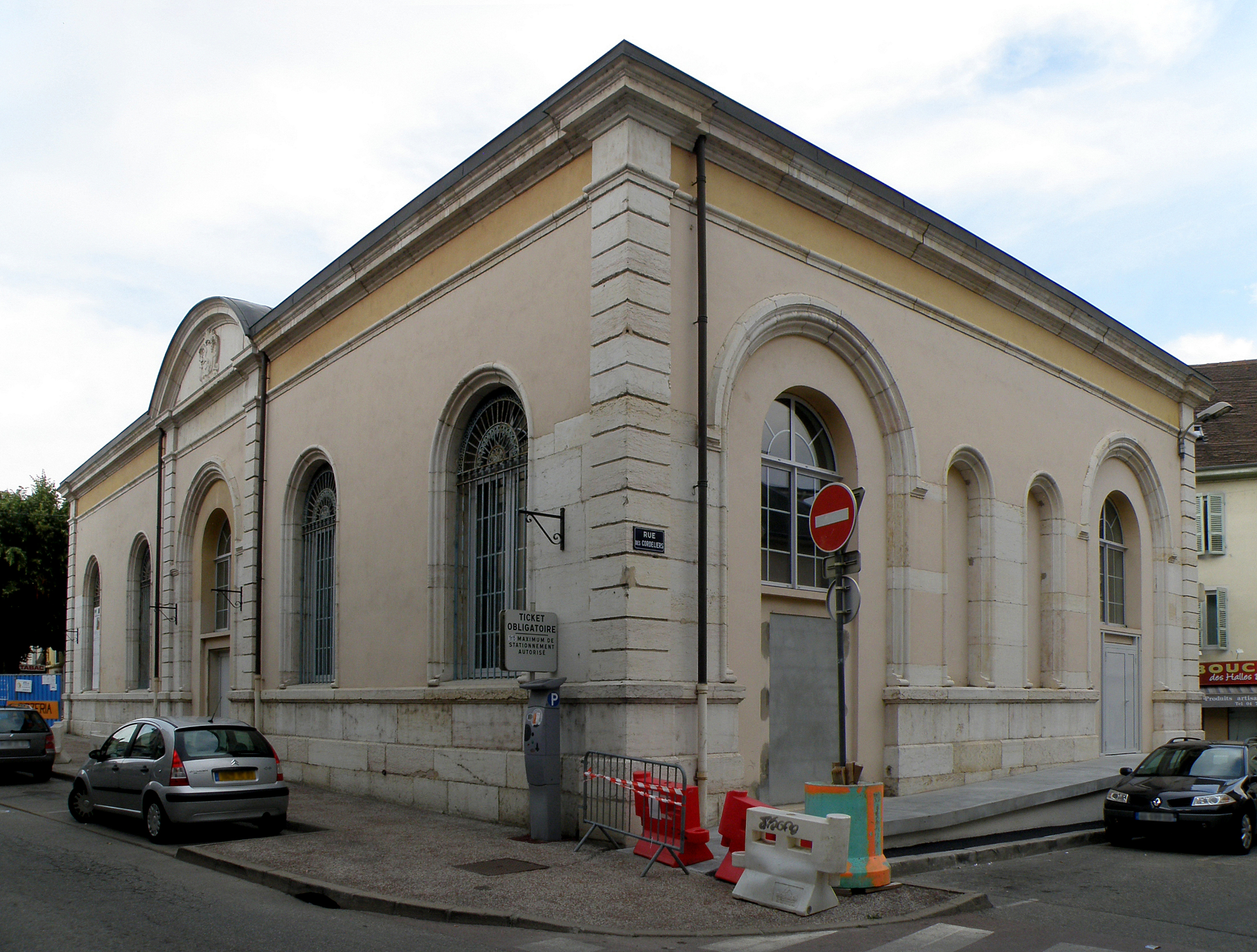
文化宫
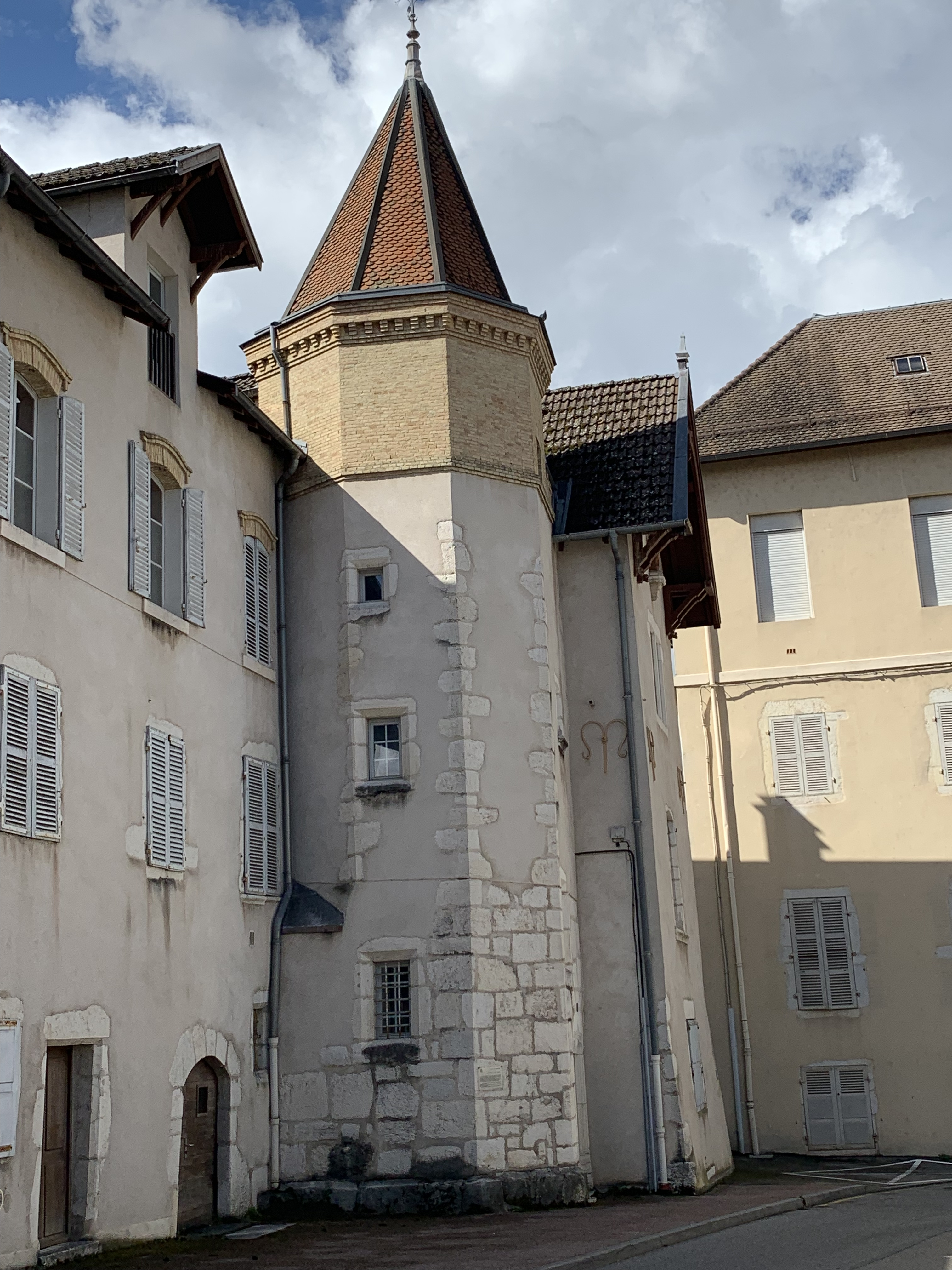
一处塔楼
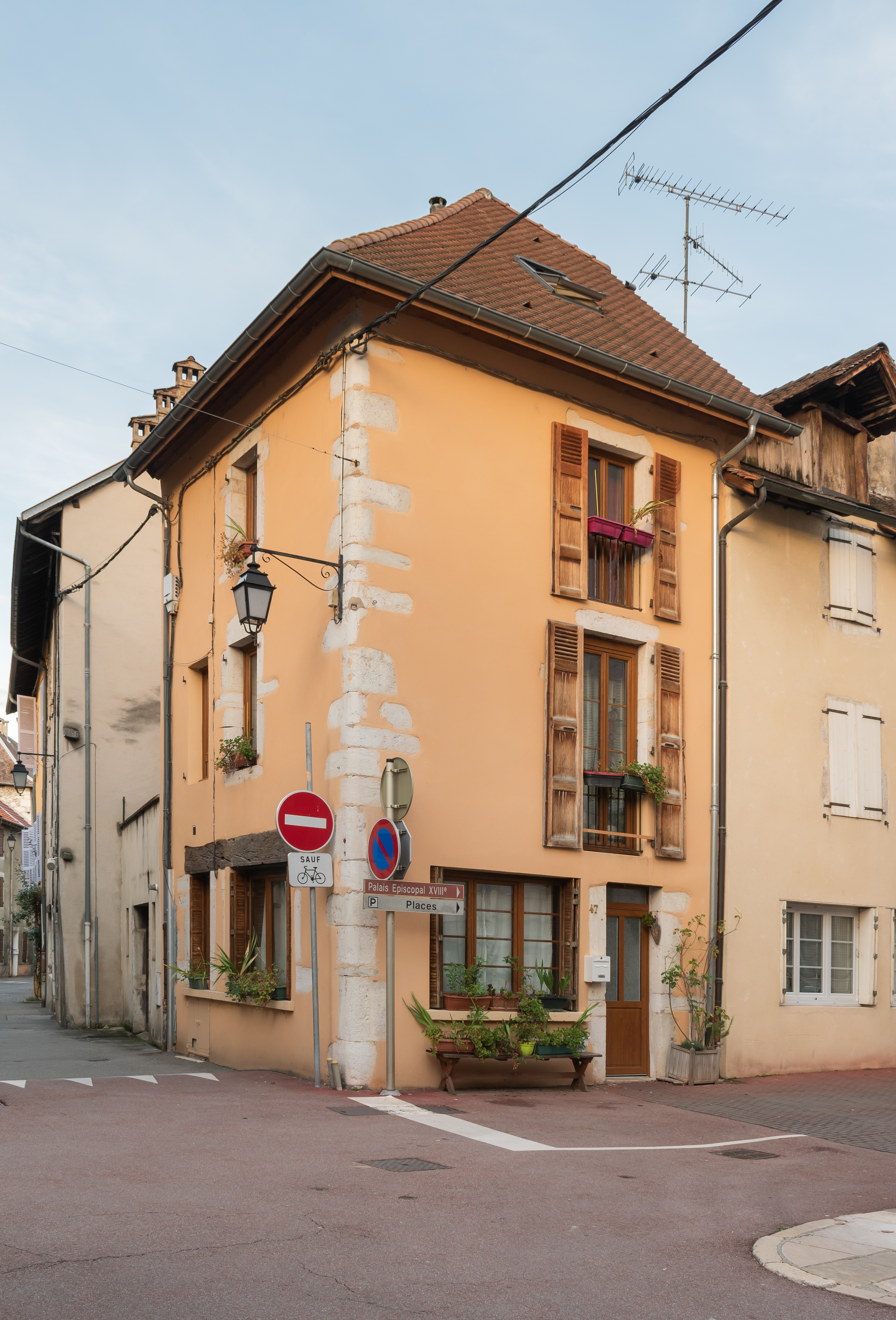
传统民居

### 旅游
贝莱的旅游事务由其所属的南比热市镇公共社区联合各级政府协调负责。2023年，贝莱境内共有1家酒店共计35间房间。

### 媒体
法国主要的媒体均可在贝莱接收，法国电视三台下属的奥弗涅-罗讷-阿尔卑斯大区频道在部分时段播出贝莱所在安省的地方新闻。《安省之声》、《进步报》、Scoop广播、蓝色法兰西萨瓦地区广播等是当地主要的地方性媒体。

## 相关人物
法国足球运动员斯特凡纳·达尔比翁、教练迪迪埃·奥莱-尼科勒、手球运动员塞德里克·比尔代、短跑运动员皮埃尔-亚历克西·佩索诺、自行车运动员马克西姆·布埃和女子冬季两项运动员桑德里娜·巴伊出生于贝莱。

## 友好城市
截至2023年11月，贝莱暂未建立任何友好城市关系。